# Elisabeth von Matt
Elisabeth von Matt   (Viena, 20 d'agost de 1762 - Viena, 1 de març de 1814) va ser una astrònoma austríaca activa a finals del segle xviii i principis del XIX, considerada l'única dona científica que va publicar les seves observacions en revistes d'astronomia europees durant aquest període. Va treballar principalment en astronomia posicional, documentant els asteroides Pallas i Juno.

## La vida
Elisabeth von Matt (nascuda Humelauer) era una baronessa resident a Viena. Allà va construir un observatori privat i va encarregar l'equipament necessari per observar el cel. Les seves observacions es van publicar a l'Astronomisches Jahrbuch de Bode i al Monatliche Correspondenz de Franz Xaver von Zach. A més de les seves pròpies contribucions a les mesures de l’època, von Matt va contribuir a l’avenç del camp de l’astronomia obrint el seu observatori a Johann Tobias Bürg, que era el seu mentor, i ajudant en el subministrament de llibres i instruments a la comunitat.

## Llegat
El botànic austríac Josef August Schultes va anomenar el gènere vegetal Mattia en honor de von Matt el 1809. El planeta menor 9816 von Matt, descobert el 1960 per Cornelis Johannes van Houten i I. van Houten-Groeneveld, va rebre el nom de von Matt. Dos instruments propietat de von Matt —un sextant fabricat per Edward Troughton i un cronòmetre fabricat per John Arnold (rellotger) es troben a la col·lecció de l'Observatori de Viena de la Universitat de Viena.